# Eynoddin
Koordinaten: 37° 47′ N, 46° 54′ O
Eynoddin (persisch عین‌الدین, teilweise auch Eynedin oder Eyn Ed Din)  ist eine Ortschaft in der iranischen Provinz Ost-Aserbaidschan im Distrikt Bostanabad  mit ca. 2510 Einwohnern (Stand 2006). 

## Lage
Eynoddin befindet sich 66 km südlich der Provinzhauptstadt Täbris. Der Ort liegt inmitten eines Felsengebirges etwa 4 km östlich der Schnellstraße Täbriz–Zanjan. Die A01 nach Südwesten ist etwa 2 km entfernt.